# Анцилове море

Анцилове озеро. Залишок Скандинавського льодовика зазначено білим

Анци́лове мо́ре (Анцилове озеро) — прісноводний басейн, який існував на місці Балтійського моря в голоцені, змінивши Іолдійове море, через закриття протоки в центральній Швеції (в східній частині протоки поблизу сьогоденного Стокгольма) через ізостатичний підйом на півдні Скандинавії. Це відбулося 9500-8000 тому під час Бореального періоду. Після прориву води через Великий Бельт озеро стало Літориновим морем. Анцилове море на півночі і сході було ширше, ніж Балтійське море.
В глинястих відкладеннях Анцилового моря є численні залишки прісноводної фауни, зокр. молюска анцилюса (Ancylus fluviatilis), звідки й назва Анцилове море, запроваджена Мунте 1895.

## Опис
Підйом південної Швеції не повністю блокував стік через центральну Швецію. Частина стоку з озера прямувала через річки Гета-Ельв і Стейн-Ельв, що наразі витікають з озера Венерн до Каттегат. Солона вода не поступала в озеро, але прісна продовжувала надходити в озеро через це піднявся рівень води й озеро зазнало трансгресії. Озеро було повністю блоковано 8000 років тому, коли озеро Венерн відокремилось від Анцилового озера.
Після остаточного припинення стоку до океану озеро зазнало ще більшої трансгресії, 9500-9200 років тому. На цей час більша частина Ботнічної затоки і частина Норвегії були вільні від льодовика, в той час як край Рованіемі у Фінляндії з'явилися не пізніше 9000 тому, незважаючи на нові повені.
Прискорене танення і відновлення рельєфу відбувалося різними темпами в різних місцях, що призвело до деякої нестабільності. До 9200 тому рівень озера піднявся до рівня Дарсового порогу і утворилася нова протока в безпосередній близькості від того, що наразі є «Великий Бельт» (протока між данським островами Зеландія та Фюн), яку деякі геологи називають Данською річкою. На той час, Сконе або південь Швеції, був островом 9200—8000 тому. Рівень озера почав падати.

## Північна Скандинавія
9000 років тому північний канал перестав функціонувати, відбулося приєднання Сконе до Скандинавії, а не до Данії. Але, тільки перешийок, пов'язував Сконе з новітніми північними землями. Сконе був островом лише за часів Анцилового озера. У цей час представники мезолітової культури заселили нещодавно звільнені від льодовика землі по берегах Ботнічної затоки. Носії культури ловили рибу з берега, полювали на нерпу і північних оленів.